# Klappbrücke über die Szkarpawa (Rybina)
Die Klappbrücke über die Szkarpawa (polnisch Most zwodzony na rzece Szkarpawie) ist eine 1933 errichtete Klappbrücke in Rybina (deutsch Fischerbabke) in Polen. Sie führt die Woiwodschaftsstraße DW502 über die Szkarpawa (Elbinger Weichsel).

## Geschichte
Bis zum Bau der Brücke führte an ihrer Stelle eine Fähre über die Elbinger Weichsel. Der Groschkenkrug auf der Landspitze der Groschenkampe war spätestens seit 1692 im Besitz der Fährgerechtigkeit über die Weichsel.
Das Gebiet des Weichsel-Nogat-Deltas kam 1920 zur Freien Stadt Danzig. In den 1930er Jahren wurden dort einige Fähren durch Brücken ersetzt. Im Jahr 1933 wurden bei Fischerbabke bzw. „Helgoland“ die beiden Klappbrücken über die Elbinger und die Königsberger Weichsel (250 Meter weiter nördlich) erbaut. Die Straße von Steegen nach Tiegenhof war Teil der Reichsstraße 129.
Unter der Nummer A-1530 erfolgte am 3. März 1995 der Eintrag der Brücke in das nationale Denkmalregister der Woiwodschaft Pommern.

## Beschreibung

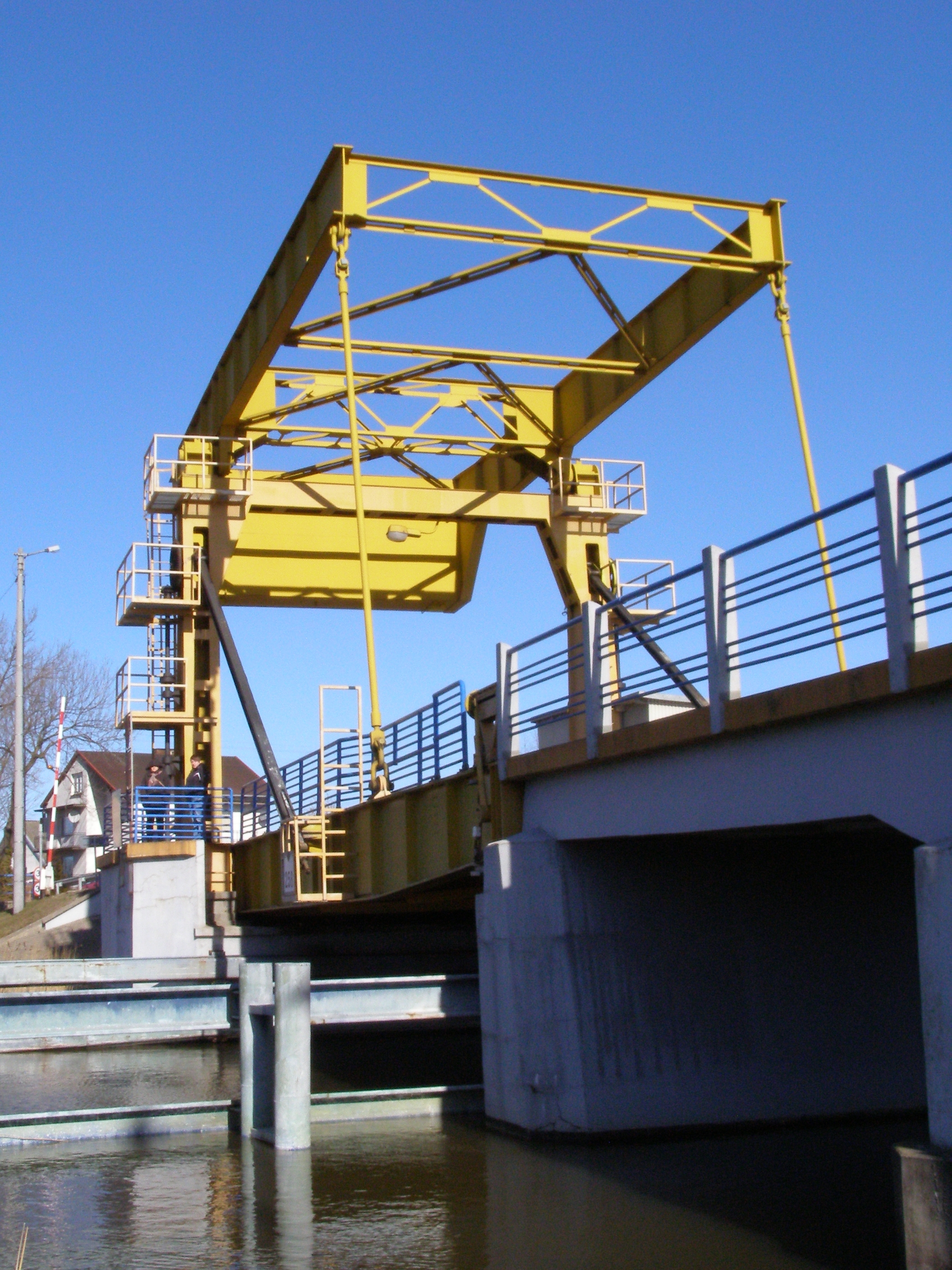
Gitterkonstruktion der Brücke

Die Straßenbrücke ist ein Betonbauwerk, der bewegliche Mittelteil eine Stahlkonstruktion in Gitterbauweise. Bewegt wird die Brücke mittels eines obenliegenden Gegengewichts.